# Kostelec nad Labem
Kostelec nad Labem è una città della Repubblica Ceca parte del distretto di Mělník, in Boemia Centrale. La città come già presente nel nome è situata sul fiume Elba e ha una popolazione che si aggira intorno ai 4.200 abitanti. Dal 2003 la città è parte del programma culturale sponzorizzato dal Ministero della Cultura Ceco di "Protezione del Centro Storico". 

## Storia
Secondo il dizionario didattico di Otto, Kostelec nad Labem (in italiano Chiesa sull'Elba) ha origini molto antiche, infatti venne menzionato per la prima volta nel 1276. Sul lato sinistro del fiume Elba si ereggeva una fortezza risalente al XIII Secolo di proprietà della Corona Bohema. Successivamente la città fu trasferita sotto il controllo del podestà di Rýzmburk, che nel 1276 grazie all'alleanza con Rodolfo d'Asburgo consegnò Kostelec e quindi il castello a Ottocaro II di Boemia che restitui ai beni reali. Da quel momento in poi Kostelec ritornò sotto il controllo della Corona Boema e fu dato in pegno a varie persone. Durante le Guerre Hussite la città divenne nuovamente proprietà privata dalla proprietà della Corona. Nel 1317 veniva già menzionata come piccola città.
Nel XV secolo, Kostelec fu controllata da Berek di Dubá, da cui la acquistò la regina ceca Johana di Rožmitál, vedova del re Giorgio di Poděbrady. Dopo la sua morte nel 1475, Kostelec fu acquistata dalla principessa Ludmila Lehnická, la figlia della principessa Johana. Durante il regno di Vladislav II nel 1486 il paese guadagnò il titolo di città.

## Monumenti e luoghi d'interesse
- Il vecchio cimitero ebreo
- La chiesa di San Vito
- Il Palazzo del Municipio
- Il Castello di Kostelec, eretto verso la fine del 13 Secolo poi successivamente distrutti e parzialmente ristrutturato come residenza privata